# Conchylia
Conchylia is een geslacht van vlinders van de familie spanners (Geometridae), uit de onderfamilie Larentiinae.

## Soorten
- C. actena Prout, 1917
- C. albata Janse, 1934
- C. alternata (Warren, 1901)
- C. argenteofasciata (Weymer, 1908)
- C. canescens (Prout, 1925)
- C. decorata (Warren, 1911)
- C. ditissimaria Guenée, 1858
- C. frosinaria (Stoll, 1790)
- C. gamma Prout, 1915
- C. interstincta (Prout, 1923)
- C. irene Prout, 1915
- C. lamellata Prout, 1917
- C. lapsicolumna Prout, 1916
- C. nitidula (Stoll, 1782)
- C. nymphula Janse, 1934
- C. pactolaria Wallengren, 1872
- C. rhabdocampa Prout, 1935
- C. sesquifascia (Prout, 1913)